# Маркетингова інформаційна система (МІС)
Маркетингова інформаційна система — безперервно діюча система, що включає набір процедур і методів для регулярного збирання, аналізу та інтерпретації актуальної і точної інформації з різних джерел і забезпечує інтегрування, підтримку й передачу менеджерам маркетингової інформації у формі, придатній для прийняття рішень.

## Основні елементи маркетингової інформаційної системи
За Ф. Котлером, маркетингова інформаційна система складається із систем внутрішньої інформації, маркетингової розвідки, маркетингових досліджень і аналітичної маркетингової системи.
- Система внутрішньої звітності підприємства дає змогу провадити моніторинг показників, які відображають фінансовий стан підприємства, рівень витрат, обсяги матеріальних запасів та інші показники внутрішньої звітності підприємства. Важлива роль надається використанню комп'ютерної мережі, а також сучасних засобів телекомунікаційного зв'язку.

- Система збирання поточної зовнішньої маркетингової інформації — це комплекс засобів і процедур, які застосовуються для отримання достовірної та щоденної інформації щодо маркетингового середовища. Маркетингові відомості збираються за допомогою продавців та інших польових працівників, а також акумулюються з преси, літератури, конкурентів тощо.

- Система маркетингових досліджень дає змогу оперувати інформацією, отримання якої потребує проведення окремого дослідження.

Маркетингові дослідження — це систематичний процес постановки мети дослідження, збирання, аналізу об'єктивної ринкової інформації й розробка рекомендацій для ухвалення конкретних управлінських рішень щодо продуктово-ринкової стратегії фірми.
- Система аналізу маркетингової інформації (аналітична система, система підтримки маркетингових рішень) — набір моделей, завдяки яким зібрана інформація може бути використана в складанні прогнозів та перевірки різних сценаріїв. Ця система охоплює всі прогресивні засоби для аналізу даних і проблемних ситуацій. Аналітична система, у свою чергу, складається із статистичного банку та банку моделей.

За словами Роберта Хармона (Robert Harmon) (2003), МІС складається з чотирьох компонентів:
- користувацьких інтерфейсів,
- прикладного програмного забезпечення,
- баз даних
- системної підтримки.